# La ciudad vampiro
La ciudad vampiro (La Ville Vampire), en ocasiones también traducido como La ciudad de los vampiros es una novela gótica de vampiros del escritor Paul Féval escrita en 1867.
Esta obra constituye una parodia y sátira dirigida al género de la novela gótica, exagerando los elementos habituales hasta el punto del surrealismo. La novela no pretende tanto causar diversión como hacer una sátira cáustica. La protagonista es Ann Radcliffe, una alusión directa a una de las escritoras de novela gótica más conocidas de la época.

## Sinopsis
Existe un lugar poco conocido y extraño. La gente que habita las tierras alrededor de Belgrado lo llaman Selene, y en ocasiones la Ciudad Vampiro, pero sus habitantes lo llaman El Sepulcro y El Colegio.
Normalmente este lugar es invisible para los ojos mortales y presenta una imagen diferente a los ojos de quienes consiguen verlo. Algunos hablan de una ciudad negra con calles y edificios como cualquier otras ciudades pero eternamente de luto, envuelta perpetuamente en niebla. Otros han visto inmensos anfiteatro cubiertos por cúpulas y minaretes más numerosos que los árboles de un bosque. Y otros han visto un circo de colosales proporciones bajo un eterno crepúsculo que no es día ni noche.
En este lugar viven en un extraño orden, los habitantes del mundo a quienes la ira de Dios ha expulsado de él. Los hijos de esas personas, medio demonios y medio fantasmas, vivos y muertos al mismo tiempo, son incapaces de reproducirse, pero tampoco pueden conseguir la paz de la muerte. Son criaturas grotescas, cuyas formas se deshacen en contorsiones imposibles, crecen y retroceden en mil variantes y posturas.
Para salvar a sus amigos del terrible señor vampiro Otto Goetzi, la escritora gótica Ann Radcliffe y sus valientes compañeros cazavampiros, Huesos Felices el irlandés, Grey Jack, el fiel sirviente, el Doctor Magnus Szegeli y Polly Bird, una de las primeras víctimas del vampiro, se dirigen a la ciudad de Selene.